# Wu Fang-hsien
Este es un nombre chino; el apellido es Wu .
Wu Fang-hsien (nació el 15 de julio de 1999) es una tenista taiwanesa.
Wu tiene un ranking WTA más alto de su carrera, No. 42 en dobles, logrado el 13 de enero de 2025.

## Títulos WTA (3; 0+3)

### Dobles (3)
| Leyenda              |
| -------------------- |
| Grand Slam (0)       |
| Juegos Olímpicos (0) |
| WTA Finals (0)       |
| WTA 1000 (0)         |
| WTA 500 (0)          |
| WTA 250 (3)          |

| N.º | Fecha                | Torneo   | Superficie | Pareja         | Oponentes en la final                | Resultado   |
| --- | -------------------- | -------- | ---------- | -------------- | ------------------------------------ | ----------- |
| 1.  | 5 de febrero de 2023 | Hua Hin  | Dura       | Hao-Ching Chan | Wang Xinyu Lin Zhu                   | 6-1, 7-6(6) |
| 2.  | 5 de enero de 2025   | Auckland | Dura       | Xinyu Jiang    | Aleksandra Krunić Sabrina Santamaria | 6-4, 6-3    |
| 3.  | 11 de enero de 2025  | Hobart   | Dura       | Xinyu Jiang    | Monica Niculescu Fanny Stollár       | 6-1, 7-6(6) |

#### Finalista (3)
| N.º | Fecha                 | Torneo     | Superficie | Pareja      | Oponentes en la final         | Resultado    |
| --- | --------------------- | ---------- | ---------- | ----------- | ----------------------------- | ------------ |
| 1.  | 26 de febrero de 2023 | Mérida     | Dura       | Wang Xinyu  | Caty McNally Diane Parry      | 0-6, 5-7     |
| 2.  | 3 de agosto de 2024   | Washington | Dura       | Jiang Xinyu | Asia Muhammad Taylor Townsend | 6-7(0), 3-6  |
| 3.  | 15 de febrero de 2025 | Doha       | Dura       | Jiang Xinyu | Sara Errani Jasmine Paolini   | 5-7, 6-7(10) |

## Títulos WTA 125s

### Dobles (1–0)
| Resultado | Fecha                   | Torneos | Superficie | Pareja       | Oponentes                      | Resultado        |
| --------- | ----------------------- | ------- | ---------- | ------------ | ------------------------------ | ---------------- |
| Campeona  | 17 de noviembre de 2019 | Taipéi  | Dura       | Lee Ya-hsuan | Dalila Jakupović Danka Kovinić | 4-6, 6-4, [10-7] |